# 李晓华 (人大代表)
李晓华（1967年—），四川西充人，汉族，中华人民共和国政治人物、第十一届全国人民代表大会四川地区代表。
担任四川龙兴农业科技有限公司董事长。2008年起担任全国人大代表。